# Virginia Zeani

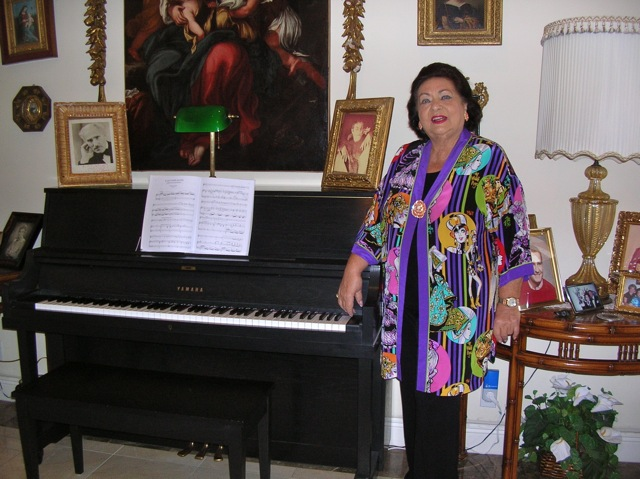
Virginia Zeani, 2009

Virginia Zeani, eigentlich Virginia Zehan (* 21. Oktober 1925 in Solovăstru, Siebenbürgen; † 20. März 2023 in West Palm Beach, Florida, Vereinigte Staaten) war eine rumänische Opernsängerin (Sopran). Sie war besonders bekannt für die Rolle der Violetta in La traviata von Giuseppe Verdi. Sie sang diese Rolle mehr als 600-mal.

## Leben
Neben einem Literaturstudium an der Universität Bukarest bildete sie ihre Stimme bei Lucia Anghel und bei Lydia Lipkowska aus. Ihren Abschluss machte sie in Mailand bei dem Tenor Aureliano Pertile.
Ihren ersten großen Erfolg hatte sie mit der Rolle der Violetta, als sie 1948 am Teatro Comunale di Bologna für eine erkrankte Sängerin einsprang. 1956 debütierte sie an der Mailänder Scala als Cleopatra in Georg Friedrich Händels Giulio Cesare. Dort sang sie am 26. Januar 1957 in der Uraufführung von Dialogues des Carmélites von Francis Poulenc die Partie der Blanche, für die sie vom Komponisten selbst ausgewählt worden war. 1961 übernahm sie dort die Rollen der vier Frauen in Hoffmanns Erzählungen von Jacques Offenbach. Ab 1960 wandte sie sich mehr dem lyrisch-dramatischen Fach zu und bemühte sich um die Wiederbelebung der unbekannteren Opern von Gioachino Rossini, Vincenzo Bellini und Gaetano Donizetti. Zu ihren insgesamt 70 Rollen gehörten des Weiteren die Desdemona in Giuseppe Verdis Otello, die Leonora in La forza del destino sowie die Titelrollen in Alzira und Donizettis Maria di Rohan.
Sie war mit dem Bass Nicola Rossi-Lemeni (1920–1991) verheiratet. Beide waren „Distinguished Professors“ an der Indiana University. Zuletzt lebte Zeani in West Palm Beach, Florida, wo sie noch wenige Privatschüler unterrichtete. 2012 kürte sie die Zeitschrift Opera zum „Teacher of the Year“. Zu ihren Schülern gehören u. a. Sylvia McNair und Marilyn Mims.